# 司機

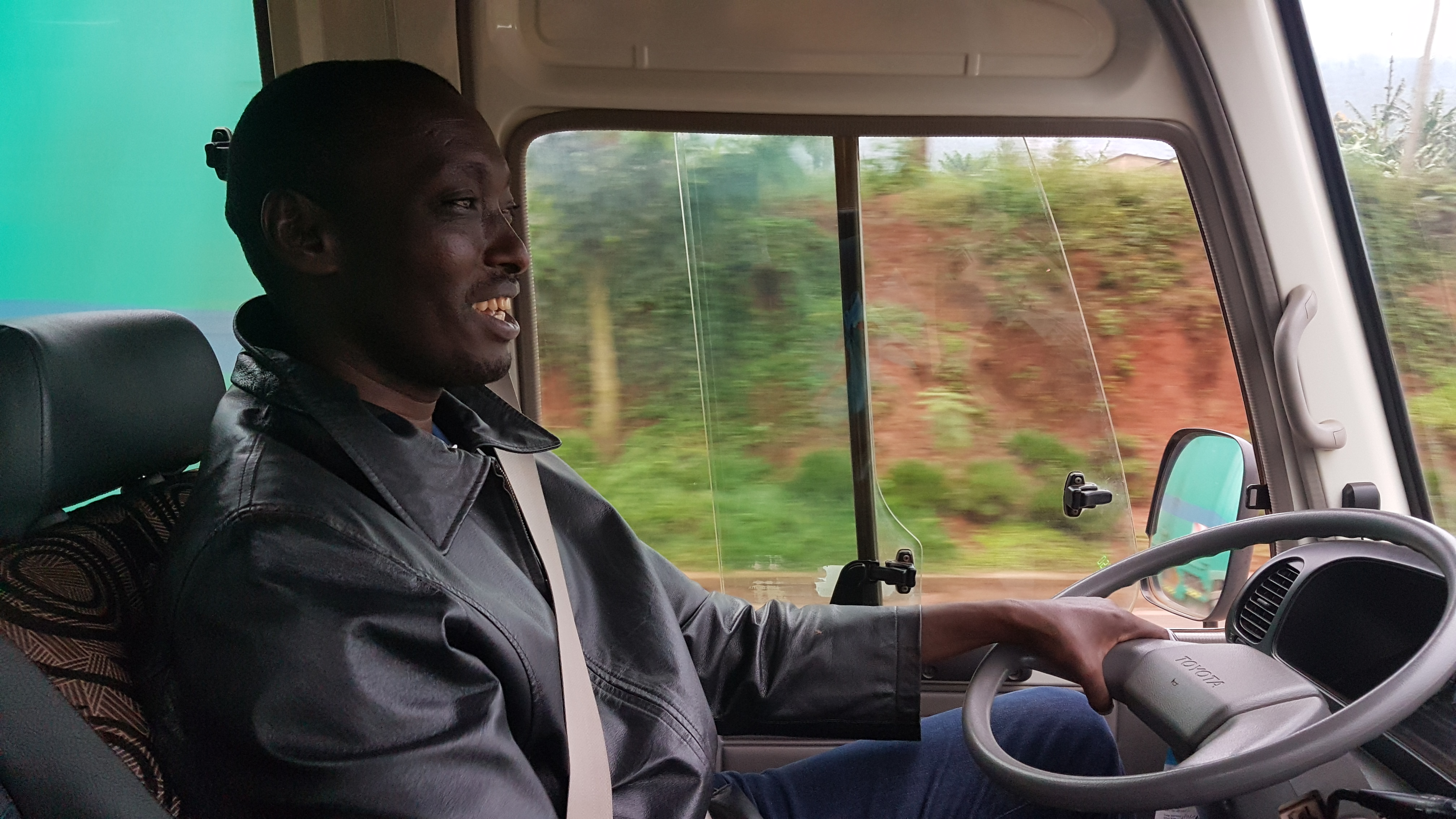
卢旺达基加利的一名公交车司机

司機，现多指汽车司机，亦可稱「駕駛員」，是指駕駛和控制車輛的人，包括路面車輛和鐵路車輛在內。

## 職業
司機可以分為職業司機、車主或其親友借車暫用，還有是出租車司機、代客泊車多種，雖然皆為駕駛車輛，但是社會階級非常不同。
司機對路面行人及第三者都有職業道德。有一些法例管制司機的不當行為，例如駕大膽車（無牌駕駛）、頂包、交通意外後不顧而去、魯莽駕駛、酒後駕駛等。

## 概要
司機是操控車輛運行，而司機不一定要位於所控制的車內，纜車司機通常位於頂峰站控制纜車，而不是在纜車內控制纜車。
在蒸汽機車时代，火車通常由司機與司爐兩人共同操作。

## 其他行业
在除车辆驾驶的其他行业中也偶尔有称呼操作机械的人为“司机”，即取其本意，但已经较为少见。